# Carles Aleñá
Carles Aleñá Castillo, (* 5. ledna 1998, Mataró, Španělsko) je španělský fotbalový záložník a bývalý mládežnický reprezentant, hráč španělského klubu Getafe CF.

## Klubová kariéra
Po úspěšné zkoušce se Aleñá jako sedmiletý zařadil do barcelonského mládežnického systému La Masia. Svůj debut si odbyl v dresu barcelonské rezervy 29. srpna 2015, kdy střídal Davida Babunskiho při remíze 0–0 s CF Pobla de Mafumet v Segunda División B.
Dne 24. listopadu 2015 Aleñá vstřelil krásný gól při utkání UEFA Youth League proti Římu. Za seniorský tým vstřelil první gól 19. prosince téhož roku. Jednalo se o zápas, ve kterém FC Barcelona B podlehla týmu CD Eldense 2–4.
Do hlavního týmu byl Aleñá poprvé zařazen 10. února 2016 , do zápasu však nenastoupil. Barcelona v rámci semifinále Copa del Rey venku remizovala 1–1 s Valencií. Na hřiště se poprvé dostal 30. listopadu téhož roku, přičemž vstřelil vyrovnávací gól při remíze s týmem Hércules CF.
V La Lize si Aleñá odbyl debut 2. dubna 2017, když ve druhém poločase střídal Ivana Rakitiće při venkovním vítězství 4–1 proti Granadě. Profesionální tříletý kontrakt podepsal s Barcelonou 28. června 2017. Smlouva obsahuje také výstupní klauzuli s částkou 75 000 000 €. V červenci 2018 byl nominován na prestižní ocenění Golden Boy award. Čtvrtého prosince 2018 byl Aleñá oficiálně povýšen do prvního týmu. Dva dny poté vstřelil svůj první ligový gól do branky Villarrealu.

## Osobní život
Aleñův otec Francesc býval také profesionálním fotbalistou. Na pozici útočníka hrál v 80. a 90. letech v klubech Lleida a Xerez.